# Wolverine (videogioco)
Wolverine è un videogioco d'azione sviluppato da Software Creations e pubblicato da LJN per Nintendo Entertainment System nel 1991. È un videogioco su licenza basato sul supereroe Wolverine edito da Marvel Comics, e più in generale sul gruppo degli X-Men.

## Trama
Wolverine è stato catturato dai suoi vecchi nemici Magneto e Sabretooth. Naufragato su un'isola deserta, Wolverine deve sopravvivere alle insidie perpetrate da nemici e trappole, per poi lottare contro i suoi nemici giurati.

## Modalità di gioco
Il giocatore controlla Wolverine, che è stato rapito e imprigionato su una vasta isola, in vari livelli, fino ad arrivare alla battaglia finale contro Magneto e Sabretooth. Insieme a delle icone per ripristinare la salute del personaggio, o per guadagnare vite extra, delle speciali icone possono essere trovate, e permettono ad altri personaggi degli X-Men come Jubilee, Havok e Psylocke di offrire temporaneamente il proprio aiuto.
Le mosse base di Wolverine sono saltare, accovacciarsi, dare pugni e dare calci. Può tirare fuori i suoi leggendari artigli premendo il tasto Select, ma ogni volta che vengono usati la sua energia viene esaurita. L'energia può essere recuperata consumando cibi e bevande, come hamburger e bibite gassate. Se il giocatore uccide abbastanza nemici minori, Wolverine passerà temporaneamente ad una modalità "Berzerker".
Al contrario di molti giochi per NES, in cui al giocatore viene dato un breve periodo di invulnerabilità dopo aver subito danno, in Wolverine l'energia del personaggio viene semplicemente svuotata per tutto il tempo in cui rimane a contatto con un nemico o una trappola. Un'altra differenza è che alla fine di un livello, ad eccezione degli ultimi due, non è presente alcun boss da sconfiggere.